# Ryan Seaman
Ryan Eric Seaman (Park City, 23 de septiembre de 1983) es un músico estadounidense conocido por ser el exbaterista de Falling in Reverse y I Don't Know How But They Found Me. Salió de Falling in Reverse alrededor de abril de 2017 para unirse a I Don't Know How But They Found Me, finalmente salió de esta última en septiembre de 2023.

## Historia
Ryan Eric Seaman nació 23 de septiembre de 1983, en Utah, Estados Unidos. Seaman se unió en el 2005 a la banda de post-hardcore I Am Ghost, grabando algunas pistas para su álbum debut, Lovers' Requiem, lanzado en el 2006. En el 2009 se unió a la banda de pop rock The Bigger Lights, participando en dos álbumes y un EP, dejando la banda en mayo del 2011. También ha participado como baterista en tour, para artistas o bandas como Fairview, Kiev, Jeffree Star, Electric Valentine, The Brobecks, Madcap, Love Equals Death, Good Knives, Vanna, Kill Paradise, My Favorite Highway, William Tell y Aiden.
A finales de abril de 2011, Seaman se integró oficialmente a la banda de post-hardcore Falling in Reverse. La banda lanzó su primer álbum, The Drug In Me Is You el 26 de julio, aunque este sólo aparece en los créditos y no participa en él. Ryan ha aparecido en sus videos, The Drug In Me Is You (junio de 2011), I'm Not a Vampire (octubre de 2011),"Raised By Wolves"(febrero de 2012),"good girls bad guys"(junio de 2012). El segundo álbum lanzado el 18 de junio de 2013 Fashionably Late, el tercero lanzado el 24 de febrero de 2015 Just Like You y su último álbum con la banda lanzado el 7 de abril de 2017 Coming Home. Seaman salió de la banda en mayo de 2017 por diferencias con la banda. Tras su salida fue baterista de apoyo de Icon For Hire y Cry Venom.
Desde finales de 2016, Seaman estuvo tocando en shows secretos junto con Dallon Weekes quien en ese momento era bajista de Panic! at the Disco, Dallon y Ryan no tocaban juntos desde que estaban en The Brobecks, aunque había fotos y pruebas de estaban planeando algo ellos lo negaban, tras la salida de Ryan de Falling in Reverse, Weekes confirmó que estaba planeando un proyecto con Seaman, en 2017 lanzaron las canciones "Modern Day Cain", "Choke" y "Nobody Likes The Opening Band" y el nombre del dúo de llamaría "I Don't Know How But They Found Me" Weekes se iba a enfocar mucho en el proyecto tras su salida de Panic! at the Disco en diciembre. Lanzaron su primer EP el 9 de noviembre de 2018 1981 Extended Play y el segundo EP el 15 de noviembre de 2019 Christmas Drag. Además, su primer álbum "Razzmatazz" fue lanzado el 23 de octubre de 2020.

## Discografía
I Am Ghost
- Lovers' Requiem (2006) - sólo algunas canciones

The Bigger Lights
- Fiction Fever EP (2009)
- The Bigger Lights (2010)
- Battle Hmyn (2011)

Falling in Reverse
- The Drug In Me Is You (2011) - solo créditos
- Fashionably Late (2013)
- Just Like You (2015)
- Coming Home (2017)

I Don't Know How But They Found Me
- 1981 Extended Play (EP) (2018)
- Christmas Drag (EP) (2019)
- Razzmatazz (2020)

## Premios
| Año  | Premio                                          | Resultado |
| ---- | ----------------------------------------------- | --------- |
| 2012 | Alternative Press: Baterista del Año            | Ganador   |
| 2014 | Alternative Press Music Awards: Mejor baterista | Nominado  |